# 穗花斑叶兰
穗花斑叶兰（学名：Goodyera procera）为兰科斑叶兰属下的一个种。

## 扩展阅读
- 維基物種上的相關：穗花斑叶兰